# 瑟克爾 (阿拉斯加州)
瑟克爾（英語：Circle）是位於美國阿拉斯加州育空-科尤庫克人口普查區的一個人口普查指定地區。根據2010年美國人口普查，該地人口為104人，而該地的面積約為280.30平方千米。

## 地理
瑟克爾的座標為65°50′00″N 144°04′00″W / 65.83333°N 144.06667°W，而該地的平均海拔高度為276米（即906英尺）。